# Tetlepanquetzaltzin
Tetlepanquetzaltzin (¿? - 28 de febrero de 1525) fue el tlatoani de Tlacopan que formaba parte de la triple alianza, luchó al lado de Cuauhtémoc en contra de Hernán Cortés y los conquistadores españoles en la defensa de la ciudad de México-Tenochtitlan.

## Biografía
Hernán Cortés en 1519 había realizado alianzas con los totonacas y los tlaxcaltecas. Durante la entrada de los europeos a la ciudad por la calzada de Iztapalapa, Tetlepanquetzaltzin estuvo en la comitiva de recepción que el tlatoani Moctezuma Xocoyotzin organizó el 8 de noviembre de 1519. 
Después de la expulsión de los conquistadores españoles el día 30 de junio de 1520 en el episodio conocido como la noche triste, los cortesianos se reabastecieron y regresaron un año después para sitiar a la ciudad de México-Tenochtitlan. Tras la caída de la ciudad en 1521, Tetlepanquetzal fue capturado y torturado a lado del huey tlatoani mexica Cuauhtémoc debido al interés de los conquistadores por conocer el paradero del tesoro de Moctezuma Xocoyotzin.
Junto con Cuauhtémoc y otros nobles mexicas, fue mantenido como rehén oficiante durante cuatro años. Cortés tuvo que organizar una larga expedición a Hibueras para intentar someter a Cristóbal de Olid quién lo había traicionado pasándose a las órdenes de Diego Velázquez de Cuéllar. Tetlepanquetzaltzin, Cuauhtémoc y otros miembros de la nobleza mexica fueron llevados en la expedición. 
Durante la trayectoria, Cortés sospechó de una posible rebelión por parte de los mexicas, comunicada por sus afines Tlacotzin y Motelchiuh, por lo que sentenció a morir en la horca al tlatoani mexica Cuauhtémoc, al señor de Tetzcuco Coanácoch y al señor de Tlacopan Tetlepanquetzaltzin el día 28 de febrero de 1525 en un lugar llamado Itzamcanac o en Acalán.